# この女
『この女』（このおんな）は、森絵都の恋愛小説。舞台は阪神・淡路大震災前夜の大阪・神戸。

## あらすじ
釜ヶ崎でワケありの日雇い労働者として働く甲坂礼司は、ある日ホテルチェーンの社長から、自分の妻の小説を書いてほしいと頼まれる。

## 登場人物

### 主要人物
甲坂 礼司
大阪市西成区の釜ヶ崎で日雇い労働者として働く24歳の青年。高校2年生の頃に父の会社が倒産、高校を中退しアルバイトに励むも、後述の障害の影響で思うように働けず、最終的に釜ヶ崎に流れ着く。1年前、大学生・藤谷大輔の代筆でプロレタリア小説『釜の花』を書いたところ、大輔の担当教員の木之下教授から高評価を受ける。木之下教授の推薦で二谷啓太の妻・結子の小説を400万円という破格の金額で請け負うことになる。
頭頂葉と呼ばれる脳の一部に損傷があり、ゲルストマン症候群（左右盲、識字障害）を抱えている。
二谷 結子
二谷啓太の妻。礼司の小説の主人公。幼いころに父を亡くし、母親は桜川一郎と再婚した。しかし桜川に襲われる気配を感じ、14歳で家出してホステスになる。
最初の夫との間に8歳の伸太郎がいる。二谷啓太は再婚相手。ネイリストの店を開くため礼司と東京へ向かう。
二谷 啓太
チープ・ルネッサンス（コストを削減しながら客を夢の世界へ招待する）を標榜する株式会社ウェストホテル代表取締役社長。イーストホテル社長の次男。買収戦略でのし上がる。東京出身。

### 釜ヶ崎の人物
松ちゃん
釜ヶ崎で頼りになる男。元共産党幹部、元右翼団体幹部、元暴力団幹部。
ファンタのおっちゃん
結子が釜ヶ崎に住んでいた頃、唯一心を許した相手。
藤谷 大輔
1年前に社会勉強として、夏休みの間釜ヶ崎で日雇い労働生活を体験しに来た神戸大学文学部3回生。淡路島出身。平成の小林多喜二を夢見、釜ヶ崎での重労働を経験するも、逆に小説を書く気持ちを失い、大学の作文課題を礼司に投げつける。
その後宗教団体に入り出家する。しばらく行方不明となったが、阪神・淡路大震災をきっかけに神なくして起き上がる人間の底力に触れ、現実に目覚めた模様。

### その他
敦
結子の弟を自称するチンピラ風情の男。興信所所長。
桜川一郎
難波のパチンコ王。
木之下
戦前昭和時代の文学研究の第一人者。大輔の受講した「プロレタリア文学を読む」の担当教授。二谷啓太と古くからの友人。大学の経済学部の学生時代に「資本主義は50年で末期を迎える」と主張し退学、その後文学の道を歩む。